# Vall de Siarb
La Vall de Siarb és una vall situada a la comarca del Pallars Sobirà al vessant sud-oest del port del Cantó, un port històric que ha comunicat dues capitals de comarca com són La Seu d'Urgell (Alt Urgell) i Sort (Pallars Sobirà). La Vall de Siarb s'inclou dins del parc del Parc Natural de l'Alt Pirineu, creat l'any 2003, i hi trobem un seguit de petits nuclis de població que formen part del municipi de Soriguera com són: Embonui, Llagunes, Puigforniu, Rubió, Tornafort i Vilamur.

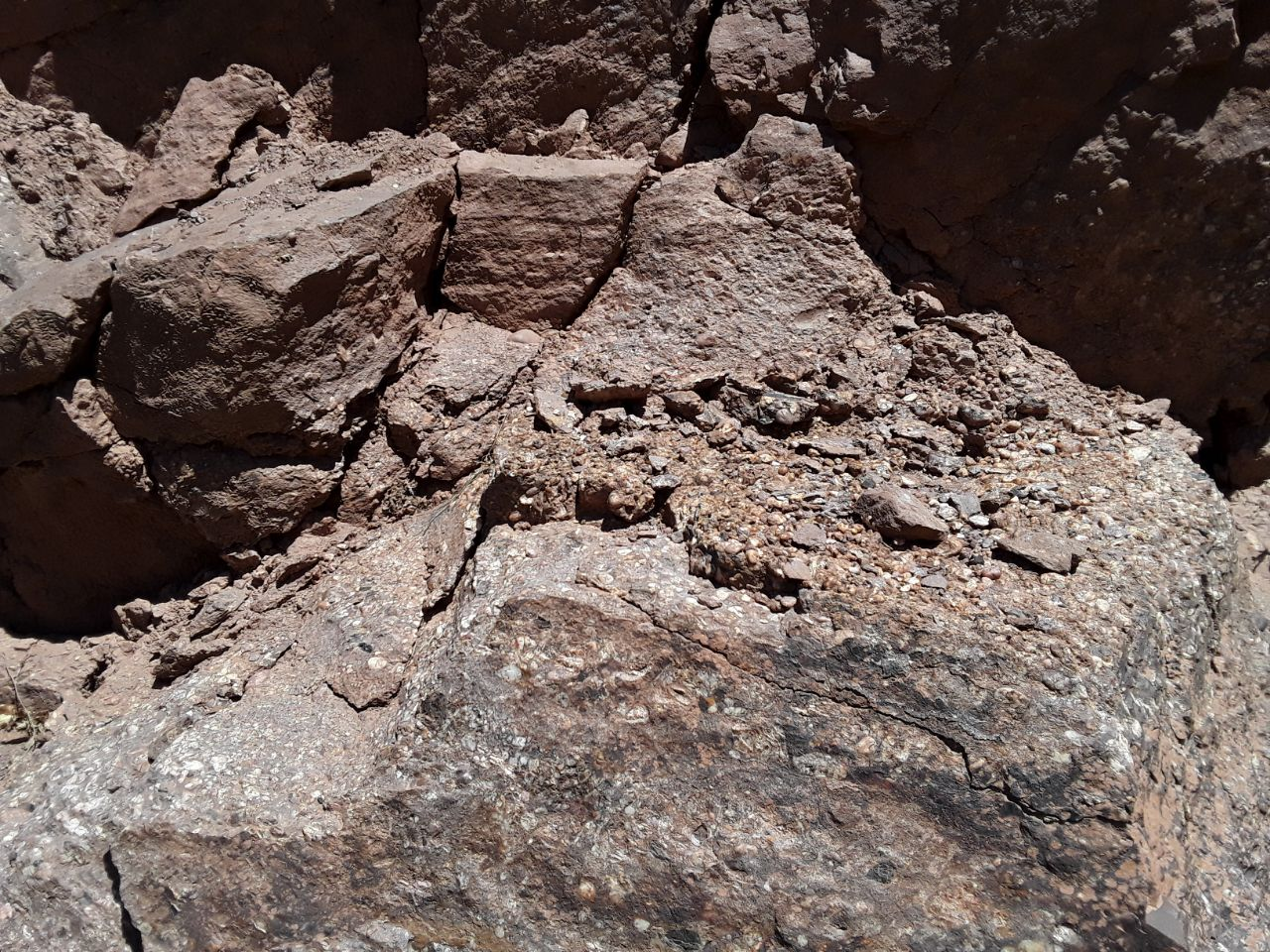
Terra Roia al camí vell de Llagunes a Vilamur.

A nivell geològic, la Vall de Siarb es caracteritza per la seva terra roia. El roi de les roques, formades per conglomerats, argiles, gresos i llims, és indicador d'un clima semiàrid durant la deposició dels materials, que va fer que aquests romanguessin per sobre del nivell freàtic i es van oxidar: el color roi el donen, per tant, els òxids de ferro en forma d'hematites. Aquests sediments es van anar dipositant en una plana fluvial que en un principi rebia avingudes torrencials però posteriorment es convertí en un indret molt tranquil. El color rogenc dels sediments del port del Cantó serveixen per deduir el clima de fa 250 milions d'anys, durant el Permià i el Triàsic inferior.
En aquesta Vall es troba el Museu de Camins, una entramat de camins, corriols, senders, encreuaments, marges i construccions que s'han mantingut i recuperat de manera comunitària convertint-ho en un museu a l'aire lliure.
És una vall és una zona tradicional d'excursionisme, i en ella, hi trobem el refugi de la Vall de Siarb. S'hI celebra també el Festival de Senderisme de la Vall de Siarb que es va celebrar per primer cop la primavera de l’any 2017.